# Segmentantenne

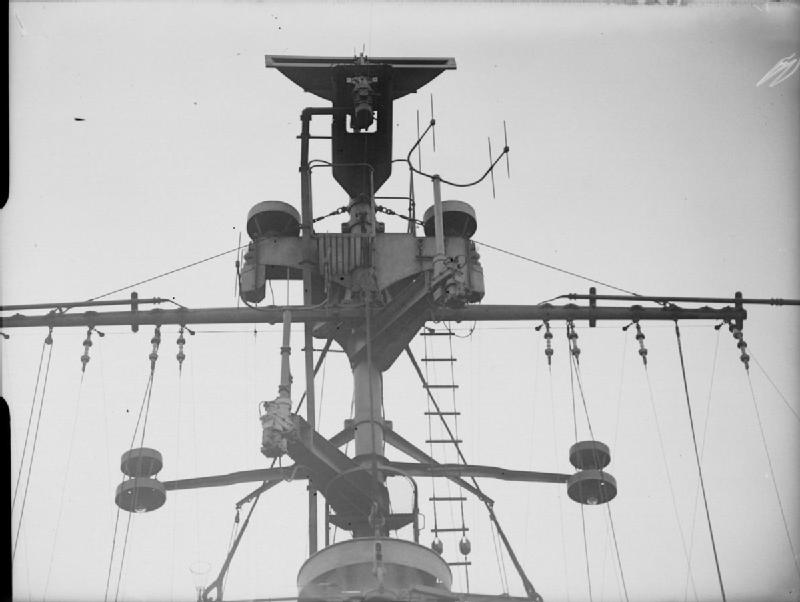
Segmentantenne des Radars Type 293 an der Spitze des Mastes.

Die Segmentantenne ist eine Antennenbauart, die in einigen älteren Radargeräten in den Frequenzbereichen von S-Band bis X-Band, dies entspricht einem Frequenzbereich von ca. 1,5 GHz bis 9 GHz, eingesetzt wurde. Die Antenne besteht aus einem Primärstrahler, zunächst ausgeführt als ein Dipol, später meist als ein Hornstrahler, der im Brennpunkt eines flachen Segmentes eines einfach gewölbten, zylindrischen Parabolreflektors montiert ist, welcher auf beiden Seiten großflächig mit Metallplatten begrenzt wird.
Für diese Antennenart entstanden mehrere Jargon-Bezeichnungen, welche aus dem englischsprachigen Raum übernommen wurden, wie Käse-Antenne, von englisch cheese antenna, auch Käseschachtelantenne, von englisch pillbox antenna oder auch Tortenschachtelantenne. Diese Namen entstanden, weil die Antennen durch die parallelen Platten und die annähernd runde Rückwand wie ein halber Käselaib oder eine halbierte zylindrische Schachtel aussehen. „Doppel-Käse-Antennen“ verwendeten zwei dieser Antennen übereinander, in Radargeräten meist getrennt als Sende- und Empfangsantenne.

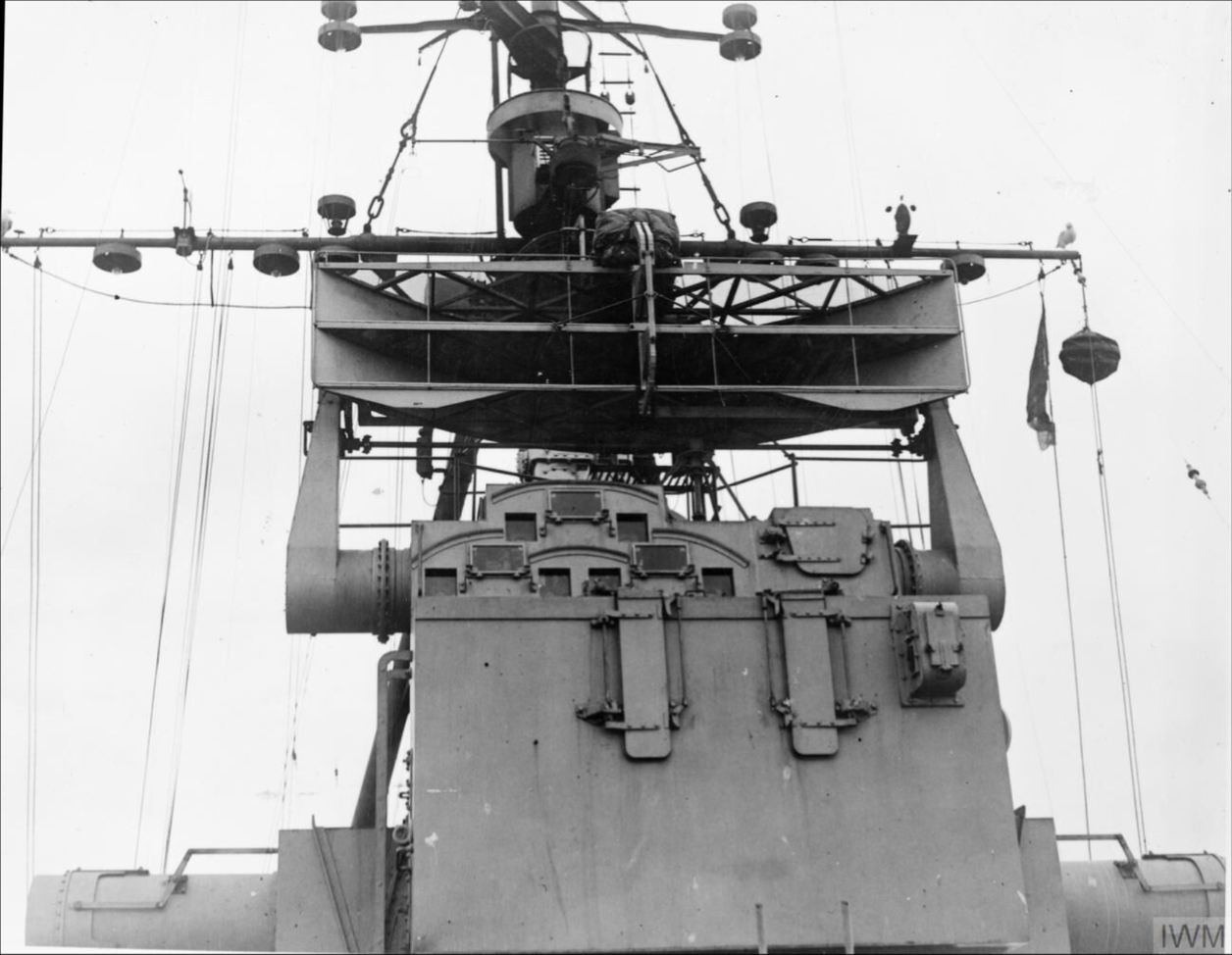
Das Feuerleitradar Type 274 der Royal Navy nutzte eine sogenannte „Doppel-Käse-Antenne“.

Segmentantennen erzeugen eine Strahlungscharakteristik, die in einer Ebene stark gebündelt (längere Dimension der Antenne) und in der anderen Ebene nur wenig fokussiert ist (schmalere geometrische Dimension). Das Ergebnis ist ein breites, fächerförmiges Antennenrichtdiagramm. Diese Antennen wurden in zweidimensional messenden Radargeräten verwendet, welche häufig als Navigationsradar auf Schiffen eingesetzt wurden. Ähnliche Konstruktionen finden sich auch bei den ersten Funkhöhenmessern, bei denen die Segmentantenne hochkant montiert ist, um einen Höhenwinkel zu messen (Beispiel: Funkhöhenmesser Type 13 CMH).
Eines der ersten Exemplare einer solchen Segmentantenne wurde für das Radar Type 271 der Royal Navy entwickelt, um Entfernung und Richtung zu einem Ziel genau zu messen und gleichzeitig eine breite vertikale Abdeckung zu haben, damit die Reflexion trotz starker Schiffskrängungen im Antennendiagramm verbleibt. Diese Antenne hatte eine Breite von ca. 183 cm (6 Fuß) und einen Antennengewinn von 16,5 dBi. Die Halbwertsbreite betrug im Seitenwinkel 6,6° und im Höhenwinkel etwa 85° bei einer Frequenz von etwa 3 GHz.
Segmentantennen wurden bis in die 1960er Jahre genutzt, solange keine mechanischen Stabilisierungen gegen Schiffskrängungen verwendet wurden. Diese Anwendungen wurden später durch effektivere Antennenreflektoren in Form eines zweifach gewölbten Parabolausschnittes ersetzt. Danach dominierten Hohlleiterschlitzantennen und Parabolantennen als Navigationsradar. Später wurden deren Aufgabe durch Multifunktionsradare mit Phased-Array-Antennen übernommen.